# Алматинский железнодорожный музей
Алмати́нский железнодорожный музей — технический музей в городе Алма-Ате, посвящённый появлению первых железных дорог в Казахстане и их нынешнему состоянию.

## История
Музей был открыт в 1999 году на основе коллекции Б. Шормакова. После сдачи правления музея национальной железнодорожной компании в 2004 году состоялось открытие музея в новом здании 15 декабря 2010 года.

## Экспозиция
Экспонаты в основном представляют собой различные фотографии и документы. Редкие экспонаты:
- колокол, извещавший об отправлении и прибытии поездов
- телеграфный аппарат Морзе
- коммутатор связи
- компостеры
- старинные фонари

Значительную часть коллекции составляют модели локомотивов и вагонов.
Особая гордость музея — коллекция из 300 значков железнодорожной тематики.